# Oana Moșneagu
Oana Moșneagu (n. 7 august 1990, Mioveni) este o actriță română. A absolvit Universitatea Națională de Artă Teatrală și Cinematografică „Ion Luca Caragiale” din București. 
A jucat în două dintre producțiile Ruxandrei Ion: Fructul oprit (Bihter-personaj negativ, sezonul al doilea) și Adela (serial din 2021) (Andreea-personaj principal negativ). În ciuda faptului că joacă rolul antagonistei, Oana Moșneagu reușește de fiecare dată să fie apreciată de public, mai ales pentru talentele sale înnăscute, dar și pentru trăsăturile de model pe care le afișează de cele mai multe ori în mediul online.
Oana Moșneagu a devenit din ce în ce mai cunoscută datorită rolului din serialul “Adela”. Acolo, vedeta o interpretează pe “Andreea”, fata avară care vrea să-i fure cu orice preț viața surorii sale.
A mai jucat în "Faci sau taci", Lecții de viață, în videoclipurile lui Carla's Dreams, în videoclipul melodiei "De unde vii la ora asta?" a lui Smiley, în "Moromeții 2" și în multe alte proiecte.